# Bosflora

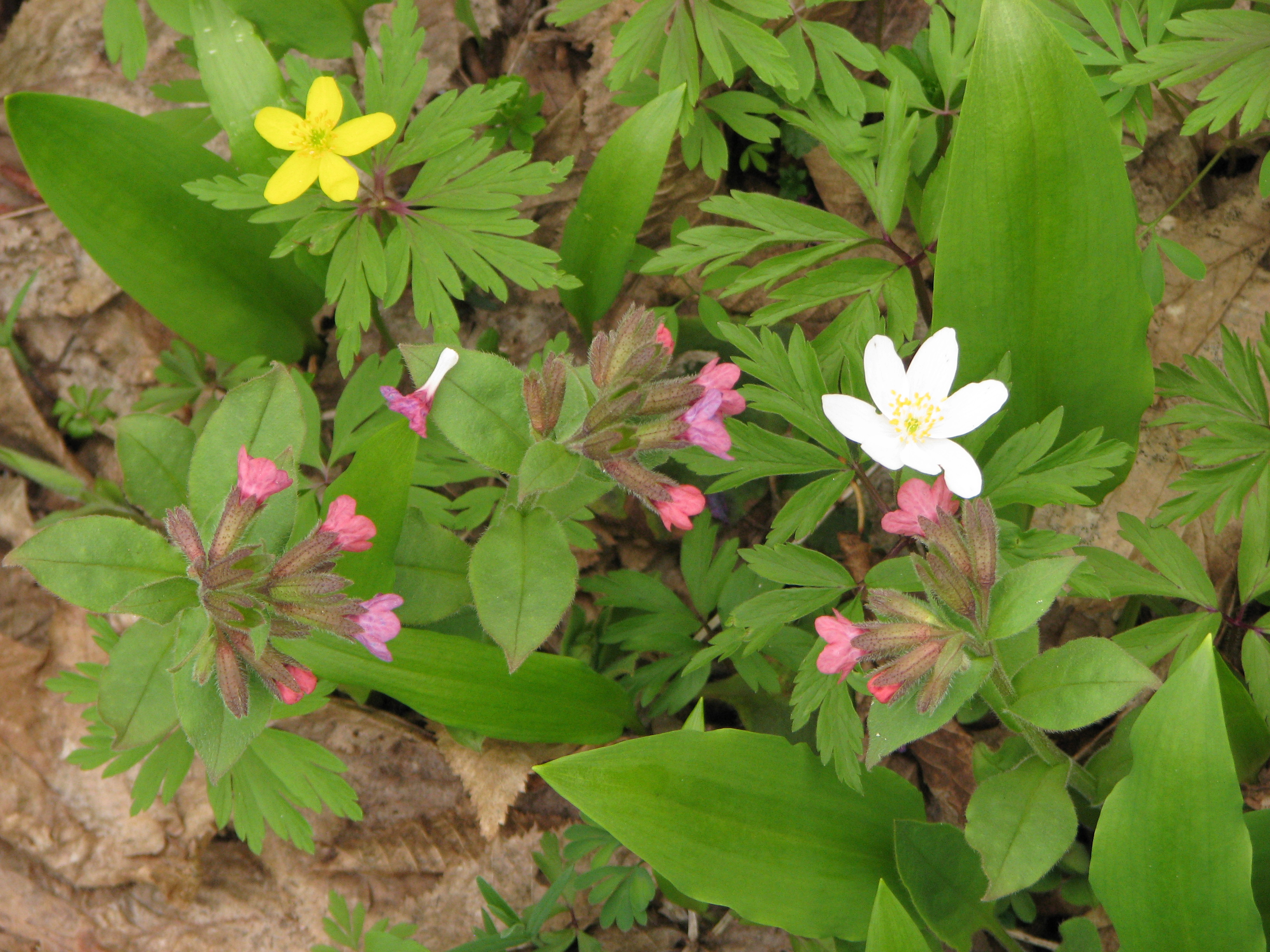
Enkele typische boskruiden in bloei, in de kruidlaag van een loofbos.

De term bosflora is een verzamelnaam voor een groep van kruidachtige planten die karakteristiek zijn voor bosvegetaties. Kenmerkend voor deze plantensoorten zijn doorgaans hun relatief hoge schaduwtolerantie en de voorkeur voor een relatief hoge luchtvochtigheid en een goed ontwikkelde strooisellaag. De soortenrijkdom van de bosflora hangt verder af van de voedselrijkdom en de zuurgraad van de bodem, de aard van de humusvorming, en de dichtheid van de bomen in de boomlaag (kroonsluiting).
De op arme grond aangeplante bossen, zoals naaldbossen, zijn vaak armer aan plantensoorten dan loofbossen, die vaak op minder arme bodem staan. De soortenrijkdom is ook laag als de bomen dicht op elkaar staan, waardoor er (met uitzondering van larixbossen in de winter) weinig licht door de boomkruinen op de grond terechtkomt. In naaldbossen komen kruiden vaak beperkt voor. En op de grond onder het vrij dikke naaldenpakket kan geen humusrijke bodem ontstaan. De zure grond die zo ontstaat is voor veel planten niet geschikt om te kunnen groeien. Wel komen er in naaldbossen verschillende soorten mossen en korstmossen voor, zoals bekertjesmos en rendiermos.
Loofbossen zijn vaak rijker aan kruiden en struiken, doordat er tussen de kruinen van de bomen vrij veel licht op de grond valt, waar planten zich goed kunnen ontwikkelen. Een uitzondering vormt het beukenbos, waar ook weinig licht op de bodem terechtkomt, en doordat de afgevallen bladeren maar langzaam verteren en weinig kruiden en mossen toelaten op de bodem. Veel soorten van de kruidlaag behoren tot de geofyten, die vroeg in het voorjaar bloeien, voordat er veel blad aan de bomen zit. 
Voorbeelden in de kruidlaag zijn bosanemoon, gele anemoon, holwortel, vingerhelmbloem, mansoor, bleke schubwortel en muskuskruid, hoewel deze ontbreken in bossen op arme bodem. Verdere soorten zijn de rankende helmbloem, witte klaverzuring, zevenster en grote muur.